# Klaas Lok
Klaas Lok (Países Bajos, 12 de enero de 1955) es un atleta neerlandés retirado especializado en la prueba de 3000 m, en la que consiguió ser subcampeón europeo en pista cubierta en 1980.

## Carrera deportiva
En el Campeonato Europeo de Atletismo en Pista Cubierta de 1980 ganó la medalla de plata en los 3000 metros, con un tiempo de 7:57.9 segundos, tras el alemán Karl Fleschen y por delante de otro alemán Hans-Jürgen Orthmann.